# Sapoljarny (Jamal-Nenzen)
Sapoljarny (russisch Заполярный) ist eine Siedlung städtischen Typs im Autonomen Kreis der Jamal-Nenzen (Russland) mit 1024 Einwohnern (Stand 14. Oktober 2010).

## Geografie
Die Siedlung liegt in der Tundra des Nordteils des Westsibirischen Tieflands, etwa 320 km Luftlinie östlich des Kreisverwaltungszentrums Salechard. Sie befindet sich am rechten Ufer des in den Obbusen mündenden Flusses Nyda, etwa 50 km von der Mündung und wenig unterhalb der Einmündung des linken Nebenflusses Chejacha.
Sapoljarny gehört zum Rajon Nadym und ist von dessen Verwaltungszentrum Nadym etwa 120 km in nordnordöstlicher Richtung entfernt.

## Geschichte
Die Geschichte des Ortes beginnt mit der Ankunft der ersten Bauarbeiter von Tjumentransgas am 18. Dezember 1984, die dort an der im Bau befindlichen Erdgaspipeline Jamburg – Jelez eine Pumpstation errichten sollten. Am 25. Juli 1986 ging die Pumpstation in Betrieb; in dieser Zeit waren auch die ersten ständigen Wohngebäude fertiggestellt. Am 3. Juni 1998 erhielt Sapoljarny den Status einer Siedlung städtischen Typs. Der Name bezieht sich auf die Lage des Ortes hinter dem Polarkreis (russisch sa poljarnym krugom).

### Bevölkerungsentwicklung
| Jahr | Einwohner |
| ---- | --------- |
| 2002 | 995       |
| 2010 | 1024      |

Anmerkung: Volkszählungsdaten

## Wirtschaft und Infrastruktur
Ortsbildend ist die Pumpstation an der Erdgaspipeline Jamburg – Jelez, heute auf diesem Abschnitt betrieben von Gazprom Transgas Jugorsk. Außerdem ist die Siedlung logistisches Zentrum für Ausbeutung und weitere Erkundung der Erdgaslagerstätte Medweschje.
Straßenverbindung besteht zu der 75 km südlich gelegenen Siedlung Pangody, wo die Eisenbahnstrecke und die Straße zwischen Nowy Urengoi und Nadym verlaufen.